# Hexapora
Hexapora é um género botânico pertencente à família Lauraceae.

## Espécies
- Hexapora curtisii, Hook. f.

1. ↑  «Hexapora — World Flora Online». www.worldfloraonline.org. Consultado em 19 de agosto de 2020